# Теммес, Уолтер
Уолтер Бэлдри Теммес (англ. Walter Baldry Tammas; 23 августа 1870, Грейт-Ярмут — 12 января 1952) — британский полицейский и перетягиватель каната, бронзовый призёр летних Олимпийских игр 1908.
На Играх 1908 в Лондоне Теммес участвовал в турнире по перетягиванию каната, в котором его команда заняла третье место.